# Andrena hicksi
Andrena hicksi là một loài Hymenoptera trong họ Andrenidae. Loài này được Cockerell mô tả khoa học năm 1925.